# Liste der Baudenkmäler im Stadtbezirk Bochum-Süd
Die Liste der Baudenkmäler im Stadtbezirk Bochum-Süd enthält die denkmalgeschützten Bauwerke auf dem Gebiet des Stadtbezirks Bochum-Süd in Nordrhein-Westfalen. Diese Baudenkmäler sind in der Denkmalliste der Stadt Bochum eingetragen; Grundlage für die Aufnahme ist das Denkmalschutzgesetz Nordrhein-Westfalen (DSchG NRW).

Der Stadtbezirk Bochum-Süd umfasst die Ortsteile Brenschede, Ehrenfeld, Brockhausen, Haar, Hustadt, Querenburg, Schrick, Steinkuhl, Stiepel und Wiemelhausen.
Baudenkmäler sind „Denkmäler, die aus baulichen Anlagen oder Teilen baulicher Anlagen bestehen“.

## Liste der Baudenkmale (Auswahl)
Die Liste umfasst, falls vorhanden eine Fotografie des Denkmals, als Bezeichnung, falls vorhanden den Namen, sonst kursiv den Gebäudetyp, die Adresse, eine Kurzbeschreibung, falls bekannt die Bauzeit, das Datum der Unterschutzstellung und die Eintragungsnummer der unteren Denkmalbehörde der Stadt Bochum. Der Name entspricht dabei der Bezeichnung durch die Denkmalbehörde der Stadt Bochum. Abkürzungen wurden zum besseren Verständnis aufgelöst, die Typografie an die in der Wikipedia übliche angepasst und Tippfehler korrigiert.
Die Denkmalliste der Stadt Bochum umfasst im Stadtbezirk Bochum-Süd 161 Baudenkmale (Stand 2024), darunter 23 Wohnhäuser oder Siedlungen, 13 Grab- oder Kleindenkmale, zehn landwirtschaftliche Gebäude, neun Industrieanlagen, sechs öffentliche Gebäude, drei Sakralbauten, zwei Geschäftshäuser und eine Verkehrsanlage, ein Adelssitz und ein Friedhof. Außerdem sind die evangelische Kirche und der Friedhof Stiepel sowie der Steinbruch Klosterbusch als Bodendenkmale, die Dampfwalze Johanna als bewegliches Denkmal in die Denkmalliste eingeschrieben. Seit Erstellung dieser Aufstellung 2009 sind weitere Denkmäler hinzugekommen, so unter anderem die Ruhr-Universität.
| Bild                                                                  | Bezeichnung                                                           | Lage | Beschreibung | Bauzeit                                                          | Eingetragen seit | Denkmal- nummer |
| --------------------------------------------------------------------- | --------------------------------------------------------------------- | --- | --- | ---------------------------------------------------------------- | ---------------- | --------------- |
| weitere Bilder                                                        | Malakoffturm                                                          | Bochum-Süd Markstraße 258 a Karte | gründerzeitlicher Backsteinturm |                                                                  | 07.07.1987       | A 004           |
| Schule                                                                | Schule                                                                | Bochum-Süd Drusenbergstraße 33 Karte | expressionistisches Backsteingebäude | 1914                                                             | 18.03.1988       | A 006           |
| weitere Bilder                                                        | Schleuse Blankenstein                                                 | Bochum-Süd Brockhauser Straße Karte | Schleuse in Sandsteinquadermauerwerk Schleusenkanal Wehr eingeschossiges, klassizistisches Schleusenwärterhaus unter Krüppelwalmdach Leinpfad | 1822 (Erneuerung Schleuse)                                       | 24.08.1988       | A 007           |
| Malakoffturm                                                          | Malakoffturm                                                          | Bochum-Süd Am Bliestollen Karte | Bruchsteinturm | 1872                                                             | 07.04.1989       | A 020           |
| Backhaus des Feldmannskottens                                         | Backhaus des Feldmannskottens                                         | Bochum-Süd Untere Heintzmannstraße 60 Karte | Fachwerkhaus | 1872                                                             | 17.04.1989       | A 035           |
| weitere Bilder                                                        | Dorfkirche                                                            | Bochum-Süd Brockhauser Straße, zwischen 72 und 74 Karte                                                                                             | Hallenkirche mit Wandmalerei Grabsteine und Grabplatten auf dem Kirchhof Torhaus Umgrenzungsmauer | 1008                                                             | 23.05.1989       | A 057           |
| Wohn- und Backhaus                                                    | Wohn- und Backhaus                                                    | Bochum-Süd Oveneystraße 9 Karte | zweigeschossiges Fachwerk-/Steinhaus unter Satteldach Fachwerk-/Bruchsteingebäude |                                                                  | 04.08.1989       | A 062           |
| Wohnhaus                                                              | Wohnhaus                                                              | Bochum-Süd Blankensteiner Straße 363 Karte | zweigeschossiges Fachwerkhallenhaus | 1753                                                             | 04.08.1989       | A 063           |
| weitere Bilder                                                        | Melanchthonkirche mit Pfarrhaus                                       | Bochum-Süd Königsallee 48 Karte | Bruchsteinkirche mit verschieferter Turmhaube. Nach teilweiser Kriegszerstörung 1950 neu eingeweiht. Ensemble mit Pfarrhaus | 1913                                                             | 10.08.1989       | A 071           |
| weitere Bilder                                                        | Zeche Gibraltar                                                       | Bochum-Süd Oveneystraße Karte | Stollenmund Werkshallen aus Ruhrsandstein |                                                                  | 10.08.1989       | A 078           |
| Wohnhaus                                                              | Wohnhaus                                                              | Bochum-Süd Königsallee 47 Karte | 7-achsiges Putzgebäude, Mittelachse als Portal ausgebildet, Dachgaube in der Mittelachse |                                                                  | 23.08.1989       | A 089           |
| Wohnhaus                                                              | Wohnhaus                                                              | Bochum-Süd Hevener Straße 47 Karte | zweigeschossiges Wohnhaus mit Putz-/Ziegelgliederung | 1905                                                             | 23.08.1989       | A 090           |
| Wohnhaus                                                              | Wohnhaus                                                              | Bochum-Süd Kosterstraße 92 Karte | eingeschossiges Fachwerkhaus unter Satteldach mit Backhaus | etwa 250 Jahre alt (Backhaus)                                    | 19.10.1989       | A 097           |
| weitere Bilder                                                        | Petrikirche                                                           | Bochum-Süd Wiemelhauser Straße 255 Karte | neogotischer Klinkerbau mit Querschiff Pfarrhaus aus Backstein | etwa 1900                                                        | 19.10.1989       | A 099           |
| Wohnhaus                                                              | Wohnhaus                                                              | Bochum-Süd Oveneystraße 5 Karte | zweigeschossiger Fachwerk- und Putzbau unter Satteldach |                                                                  | 19.10.1989       | A 103           |
| weitere Bilder                                                        | Beckmann’s Hof                                                        | Bochum-Süd Im Lottental 88 a Karte | Hofhaus Durchfahrtsscheune Backhaus | 1715, frühes 19. Jahrhundert (Hofhaus) 1848 (Backhaus)           | 03.09.1990       | A 155           |
| Wohnhaus                                                              | Wohnhaus                                                              | Bochum-Süd Markstraße 301 a Karte | zweigeschossiges Fachwerkhaus mit eingeschossigem Stallteil unter einem Dach | 1808                                                             | 20.09.1990       | A 157           |
| Werksgelände Konsum                                                   | Werksgelände Konsum                                                   | Bochum-Süd Königsallee 178 Karte | Fabrikations- und Verwaltungseinheit Verwaltungsgebäude Konsumgebäude-Verkauf Pförtnerhaus mit Toranlage und Zaun |                                                                  | 04.10.1990       | A 162           |
| Grabmal Brockhaus                                                     | Grabmal Brockhaus                                                     | Bochum-Süd Brockhauser Straße Karte | Grabstein aus sechs rötlichen Ruhrsandsteinquadern |                                                                  | 26.10.1990       | A 166           |
| BW                                                                    | Grabmal Hülshov/Heinrich Clüvenbeck                                   | Bochum-Süd Brockhauser Straße Karte | Stele aus Ruhrsandstein | 1624                                                             | 26.10.1990       | A 167           |
| BW                                                                    | Grabmal Hoffstiepel                                                   | Bochum-Süd Brockhauser Straße Karte | Grabmal aus dunklem Ruhrsandstein |                                                                  | 26.10.1990       | A 168           |
| BW                                                                    | Grabmal Vogelsang                                                     | Bochum-Süd Brockhauser Straße Karte | zwei Stelen aus Ruhrsandstein |                                                                  | 26.10.1990       | A 169           |
| BW                                                                    | Grabmal Hardt                                                         | Bochum-Süd Brockhauser Straße Karte | Sandsteingrabmal |                                                                  | 26.10.1990       | A 170           |
| BW                                                                    | Grabmal Schulte (zur Oven) genannt Krockhaus                          | Bochum-Süd Brockhauser Straße Karte | achtteilige Stele |                                                                  | 24.06.1991       | A 211           |
| BW                                                                    | Grabmal Zahrbach                                                      | Bochum-Süd Brockhauser Straße Karte | Postament aus Ruhrsandstein mit eingelegter Marmorplatte |                                                                  | 24.06.1991       | A 212           |
| BW                                                                    | Grabmal Ostermann                                                     | Bochum-Süd Brockhauser Straße Karte | Grabplatte |                                                                  | 24.06.1991       | A 213           |
| BW                                                                    | Grabmal Wahl                                                          | Bochum-Süd Brockhauser Straße Karte | fünfelementige Stele aus Ruhrsandstein |                                                                  | 24.06.1991       | A 214           |
| BW                                                                    | Grabmal Umberg                                                        | Bochum-Süd Brockhauser Straße Karte | zwei Steingruppen aus dunklem Ruhrsandstein |                                                                  | 24.06.1991       | A 215           |
| Haus Heven                                                            | Haus Heven                                                            | Bochum-Süd Gerlach-von-Heven-Weg 65 Karte | zweigeschossiges Fachwerk-/Bruchsteinwohnhaus unter Walmdach Bruchsteinspeicher |                                                                  | 09.07.1991       | A 219           |
| Wohnhaus                                                              | Wohnhaus                                                              | Bochum-Süd Nettelbeckstraße 54 a Karte | zweigeschossiges Fachwerkhaus unter Satteldach | 1912                                                             | 18.07.1991       | A 220           |
| Siedlung Brenscheder Straße                                           | Siedlung Brenscheder Straße                                           | Bochum-Süd Brenscheder Straße 10–36 (gerade) Karte                                                                                                  | 14 Mehrfamilienhäuser mit Putz- und Zierfachwerkelementen | erstes Jahrzehnt des 20. Jahrhunderts                            | 08.08.1991       | A 243           |
| Lutherhaus                                                            | Lutherhaus                                                            | Bochum-Süd Kemnader Straße 127 Karte | Zweigeschossiger Putzbau über Sandsteinsockel unter Walmdach mit Glockentürmchen | um 1930                                                          | 30.06.1992       | A 260           |
| Pfarrhaus                                                             | Pfarrhaus                                                             | Bochum-Süd Kemnader Straße 129 Karte | zweigeschossige, neoklassizistische Villa | um 1930                                                          | 30.06.1992       | A 261           |
| weitere Bilder                                                        | Wallfahrtskirche                                                      | Bochum-Süd Am Varenholt 9 Karte | neogotischer, sternförmiger Zentralbau unter Zeltdach | 1914/1915                                                        | 07.12.1993       | A 295           |
| Siedlung                                                              | Siedlung                                                              | Bochum-Süd Borgholzstraße 2–12 (gerade), 13–23, 26 Bruchstraße 28–34, 36–40 (gerade) Wiemelhauser Straße 361–367 (ungerade), 370–380 (gerade) Karte | Siedlungshäuser mit einheitlichem Fassadenstil |                                                                  | 31.05.1994       | A 305           |
| Wohn- und Wirtschaftsgebäude                                          | Wohn- und Wirtschaftsgebäude                                          | Bochum-Süd Auf dem Kalwes 235 Karte | Querdielenbauernhaus in Fachwerk | 19. Jahrhundert                                                  | 01.08.1994       | A 310           |
| Maschinenhaus                                                         | Maschinenhaus                                                         | Bochum-Süd Eichenweg 33 Karte | zweigeschossiger Sandsteinbau | um 1855                                                          | 18.07.1995       | A 346           |
| Hof Hautkappe                                                         | Hof Hautkappe                                                         | Bochum-Süd Hevener Straße 172 Karte | zweigeschossiges Fachwerkhallenhaus Hofbrunnen Bruchsteinbackhaus Bruchsteinscheune Bruchsteinremise Bruchsteinmauern | 1738/1930 (Längsdielenhaus) 1879 (Backhaus) 1868 (Scheune)       | 07.08.1995       | A 350           |
| Wohnhaus                                                              | Wohnhaus                                                              | Bochum-Süd Gräfin-Imma-Straße 212 Karte | zweigeschossiges Bruchsteinhaus aus Ruhrsandstein unter Satteldach | etwa 1880                                                        | 30.01.1997       | A 417           |
| Wohnhaus                                                              | Wohnhaus                                                              | Bochum-Süd Brockhauser Straße 74 Karte | zweigeschossiges Bruchsteinhaus aus Ruhrsandstein unter Krüppelwalmdach | 1868                                                             | 19.06.1997       | A 431           |
| Hofanlage                                                             | Hofanlage                                                             | Bochum-Süd Westerholtstraße 5 Karte | Längsdielenfachwerkhaus zwei Fachwerkscheunen Kastanienallee | 18. Jahrhundert                                                  | 14.09.1998       | A 467           |
| Geschäfts- und Gasthaus                                               | Geschäfts- und Gasthaus                                               | Bochum-Süd Gräfin-Imma-Straße 48 Karte | dreiteiliges Gebäude aus Ruhrsandstein | um 1900                                                          | 15.09.1998       | A 468           |
| Wohnhaus                                                              | Wohnhaus                                                              | Bochum-Süd Im Mailand 133 a Karte | Fachwerkhaus | 1709                                                             | 15.09.1998       | A 469           |
| Querdielenhaus                                                        | Querdielenhaus                                                        | Bochum-Süd Oveneystraße 10 Karte | Fachwerkhaus mit kleinem Backhaus, Brunnenschacht und Bruchsteinmauer | 1826                                                             | 15.09.1998       | A 470           |
| ehemaliges Hofhaus und Schmiede                                       | ehemaliges Hofhaus und Schmiede                                       | Bochum-Süd Brockhauser Straße 105 Karte | Längsdielenfachwerkhaus eingeschossige, bruchsteinerne Schmiede | 1688 (Hofhaus) 19. Jahrhundert (Schmiede)                        | 28.09.1998       | A 471           |
| Wohnhaus                                                              | Wohnhaus                                                              | Bochum-Süd Brockhauser Straße 216 b Karte | Fachwerkhaus | 1798                                                             | 05.11.1998       | A 474           |
| Hofanlage                                                             | Hofanlage                                                             | Bochum-Süd Haarstraße 251 a Karte | Längsdielenfachwerkhaus Bruchsteinbacksteinhaus | 1845 (Haupthaus) 1920er Jahre (Stallanbauten)                    | 07.01.1999       | A 475           |
| Stollenmundloch und Betriebsgebäude der ehemaligen Zeche Pfingstblume | Stollenmundloch und Betriebsgebäude der ehemaligen Zeche Pfingstblume | Bochum-Süd Brockhauser Straße 126 Karte | Bruchsteingebäude unter Satteldach | 1856 (Stollenmundloch) Mitte des 19. Jahrhunderts                | 29.01.1999       | A 476           |
| Wohnhaus                                                              | Wohnhaus                                                              | Bochum-Süd Kemnader Straße 524 a Karte | eingeschossiges Bruchsteinhaus unter Satteldach | 1763                                                             | 19.02.1999       | A 477           |
| Wohnhaus                                                              | Wohnhaus                                                              | Bochum-Süd Querenburger Straße 38 Karte | zweigeschossiger Putzbau unter Sattel-/Walmdach im Stil des Späthistorismus/Jugendstil | etwa 1910                                                        | 22.03.1999       | A 479           |
| Wohnhaus                                                              | Wohnhaus                                                              | Bochum-Süd Querenburger Straße 40 Karte | zweigeschossiger Putzbau unter Krüppelwalmdach im Stil des Späthistorismus/Jugendstil | 1910                                                             | 22.03.1999       | A 480           |
| Wohnhaus                                                              | Wohnhaus                                                              | Bochum-Süd In der Hei 50 Karte | Querdielenhaus | 1828                                                             | 14.07.1999       | A 491           |
| Wohnhaus                                                              | Wohnhaus                                                              | Bochum-Süd Querenburger Straße 66 Karte | eineinhalbgeschossiges Fachwerkhaus unter Satteldach | vor 1823 1936 (Umbau) 1971 (Umbau)                               | 31.03.1999       | A 483           |
| weitere Bilder                                                        | Grabsteine der Familie Schell                                         | Bochum-Süd Königsallee 48 Karte | Friedhof der Adelsfamilie von Schell zu Rechen. 8 Objekte, Grabstelen, Grabplatten und ein Säulenmonument | 17./19. Jahrhundert                                              | 31.05.1999       | A 485           |
| Grundschule Waldschule                                                | Grundschule Waldschule                                                | Bochum-Süd Hustadtring 144 Karte | zwei- bis dreigeschossiges Schulgebäude unter Satteldach Turnhalle unter Flachdach eingeschossiger, verklinkerter Pavillon unter Flachdach | 1954 (Schulgebäude) 1959 (Turnhalle) 1963–1965 (Erweiterungsbau) | 10.06.1999       | A 486           |
| Wohnhaus                                                              | Wohnhaus                                                              | Bochum-Süd Wiemelhauser Straße 206 a Karte | zweigeschossiges, späthistoristisches Einfamilienhaus in Ziegel-/Stuckarchitektur | kurz nach 1900                                                   | 13.07.1999       | A 490           |
| Hofanlage                                                             | Hofanlage                                                             | Bochum-Süd Lennershofstraße 156 Karte | zweigeschossige Backsteinvilla unter Mansarddach Wirtschaftshof Einfriedungsmauer | 1891/1892                                                        | 28.09.1999       | A 493           |
| weitere Bilder                                                        | jüdischer Friedhof                                                    | Bochum-Süd Wasserstraße Karte | Gräberfelder Backsteintrauerhalle Brunnen | 1917                                                             | 22.06.2001       | A 529           |
| ehemaliges Kasino der Firma Eickhoff                                  | ehemaliges Kasino der Firma Eickhoff                                  | Bochum-Süd Hunscheidtstraße 154 Karte | zweigeschossiges, verklinkertes Gebäude unter Walmdach | 1955/1956                                                        | 10.01.2002       | A 533           |
| Verwaltungsgebäude der Firma Eickhoff                                 | Verwaltungsgebäude der Firma Eickhoff                                 | Bochum-Süd Hunscheidtstraße 176 Karte | zweigeschossiges Backsteingebäude unter Walmdach der Stuttgarter Schule eingeschossiges Pförtnerhaus unter Walmdach der Stuttgarter Schule Steinskulptur | 1938/1939                                                        | 10.01.2002       | A 534           |
| Ehrenmal für die Gefallenen des Ersten Weltkriegs (schreiender Löwe)  | Ehrenmal für die Gefallenen des Ersten Weltkriegs (schreiender Löwe)  | Bochum-Süd Waldring 71/Ecke Königsallee Karte | expressionistische Tierplastik | 1927–1928                                                        | 10.01.2002       | A 535           |
| Graf-Engelbert-Gymnasium                                              | Graf-Engelbert-Gymnasium                                              | Bochum-Süd Königsallee 77–79 Karte | Stahlbetonkonstruktion unter Flachdach | 1957–1961 (Schulgebäude) 1967 (Stelzenbauten)                    | 06.12.2002       | A 538           |
| Schillerschule (Gymnasium)                                            | Schillerschule (Gymnasium)                                            | Bochum-Süd Waldring 71 Ostermannstraße 4 Karte | expressionistischer Klinkerbau unter Walmdach | 1929                                                             | 12.12.2002       | A 539           |
| Städtische Gemeinschaftsgrundschule in Bochum-Wiemelhausen            | Städtische Gemeinschaftsgrundschule in Bochum-Wiemelhausen            | Bochum-Süd Borgholzstraße 27 Karte | dreigeschossiges, verputztes, neoklassizistisches Gebäude | 1950                                                             | 14.12.2004       | A 586           |
| Verwaltungsgebäude der Bergbau-Berufsgenossenschaft                   | Verwaltungsgebäude der Bergbau-Berufsgenossenschaft                   | Bochum-Süd Waldring 97 Karte | dreigeschossiges Gebäude | 1950                                                             | 14.12.2004       | A 587           |
| Kriegerehrenmal auf dem Friedhof Bochum-Stiepel                       | Kriegerehrenmal auf dem Friedhof Bochum-Stiepel                       | Bochum-Süd Brockhauser Straße 69 Karte | Bildhauer Halme Kriegerehrenmal für die Gefallenen des Krieges 1870/71 Inschrift: „Gegründet vom Landwehr & Bürgerverein zu Stiepel unter Mitwirkung der Gemeinde“ | 1872                                                             | 25.05.2005       | A 610           |
| Kriegerehrenmal                                                       | Kriegerehrenmal                                                       | Bochum-Süd Westerholtstraße 5 Karte | Gedenkstätte aus Ruhrsandstein | um 1930                                                          | 23.06.2005       | A 611           |
| Wohnhaus                                                              | Wohnhaus                                                              | Bochum-Süd Arnikastraße 38 Karte | zweigeschossiges Wohn- und Atelierhaus | 1963–1964                                                        | 23.05.2007       | A 622           |
| weitere Bilder                                                        | Kaverne                                                               | Bochum-Süd Kemnader Straße 198 Karte | historistisches Eingangsbauwerk unter Zeltdach Tonnengewölbe | 1895                                                             | 23.05.2007       | A 623           |
| Wohnhaus                                                              | Wohnhaus                                                              | Bochum-Süd Königsallee 136 Karte | eingeschossiges, verklinkertes Wohnhaus unter Satteldach verklinkertes Gartenhaus unter Satteldach | 1949 (Wohnhaus) 1953 (Gartenhaus)                                | 23.05.2007       | A 624           |
| Katholische Pfarrkirche St. Paulus                                    | Katholische Pfarrkirche St. Paulus                                    | Bochum-Süd Auf dem Backenberg 32 Karte | Backsteinbau | 1970–1972                                                        | 15.06.2007       | A 627           |
| Wohnhaus                                                              | Wohnhaus                                                              | Bochum-Süd Arnikastraße 36 Karte | Wohnhaus im Stil des Neuen Bauens | 1957                                                             | 08.08.2007       | A 630           |
| Evangelisches Hustadtzentrum                                          | Evangelisches Hustadtzentrum                                          | Bochum-Süd Auf dem Backenberg 8 Karte | langgestreckte Baugruppe | 1970–1971                                                        | 15.10.2007       | A 631           |
| Ökumenisches Kirchenforum                                             | Ökumenisches Kirchenforum                                             | Bochum-Süd Querenburger Höhe 281–294 Karte | Die Anlage gibt sich deutlich als Entwurf der 1970er Jahre zu erkennen. Die Konstruktion und Statik betonende Bauweise bleibt sichtbar. Es entstanden trotzdem auf den Menschen bezogene Räume mit zentrierenden Elementen durch Raumgestaltungen und Belichtungen nicht nur in den Kirchen, sondern auch im Forum und in den Gruppen- und Vortragsräumen. | 1972–1975                                                        | 16.10.2007       | A 634           |
| Wohnhaus Eickhoff                                                     | Wohnhaus Eickhoff                                                     | Bochum-Süd Königsallee 131 Karte | Wohnhaus der Stuttgarter Schule | 1927–1928                                                        | 30.01.2008       | A 635           |
| Studentenwohnheim Glücksburger Straße                                 | Studentenwohnheim Glücksburger Straße                                 | Bochum-Süd Glücksburger Straße 27–41 Markstraße 270 Karte                                                                                           | drei zwei- bis viergeschossige Backsteinbaugruppen mit Flachdächern | 1967–1971                                                        | 19.11.2009       | A 648           |
| Ruhr-Universität Bochum                                               | Ruhr-Universität Bochum                                               | Bochum-Süd Universitätsstraße 150 Karte | Die RUB war das Ergebnis einer beispiellosen Reform des Universitätswesens, das mit dem architektonischen Erscheinungsbild unlösbar verknüpft ist. | 1964–1985                                                        | 16.10.2015       | A 701           |
| ehemaliges Priesterseminar                                            | ehemaliges Priesterseminar                                            | Bochum-Süd Kollegstraße 10 Karte | | 1967–1971                                                        | 05.04.2023       | A 709           |